# 하근수
하근수(河根壽, 1941년 7월 4일~)는 대한민국의 정치인이다. 제14대 국회의원을 지냈다. 본관은 진주(晋州)이며, 출생지는 황해도 옹진군이다.

## 학력
- 옹진초등학교
- 인성초등학교 졸업
- 인천대건중학교 졸업
- 인천고등학교 졸업
- 중앙대학교 법정대학 정치외교학과 졸업, 사회개발대학원 수료
- 인하대학교 행정대학원 수료, 경영대학원 수료
- 연세대학교 경영대학원 수료
- 고려대학교 정책과정대학원 수료
- 서울대학교 행정대학원 수료

## 경력
- 제14대 국회의원(인천 남구 을), 민주당
- 재인 4.19혁명 동지회 회장
- 인천 광성 중,고등학교 교사
- 중앙기업주식회사 대표이사
- 황해도 옹진군 중앙군민회 회장
- 이북 5도민회 자문위원
- 인천가톨릭대학교 건립추진위원
- 구 민주당 원내 부총무, 수석 부총무, 사무총장
- 국회건설교통위원 구 민주당 간사
- 새정치국민회의 당무위원, 인천 남구을 지구당 위원장
- 제15대 김대중 대통령후보 인천시 선거대책위원회 위원장
- 국민의힘 인천을 살리는 선거대책위원회 선거대책본부 상임고문
- 국민의힘 인천시당 상임고문

## 역대 선거 결과
|  | 20.87% |

|  | 13.64% |

|  | 12.80% |

|  | 33.74% |

|  | 42.30% |

|  | 25.83% |

|  | 2.63% |

## 같이 보기
- 남구 을 (인천)
- 인천 남구의 국회의원